# Volugrafo Aermoto 125
La Volugrafo Aermoto 125 era una motocicleta aerotransportable de fabricación italiana producida en 1943 por la firma Officine Meccaniche Volugrafo de Turín para el Ejército Real italiano y utilizada durante la Segunda Guerra Mundial.

## Historia y diseño
Esta motocicleta proviene del proyecto del año 1936, para una motocicleta ligera diseñada por el ingeniero y piloto de carreras, Claudio Belmondo y lanzada al mercado civil en 1939 como Velta.
El ejército italiano se dedicó a la búsqueda del medio que diera a sus tropas paracaidistas la velocidad necesaria para moverse detrás de las líneas enemigas y avanzar con rapidez de una posición a otra. Esta idea fue secundada por otros ejércitos como el británico y el estadounidense.
Con el estallido de la Segunda Guerra Mundial, las potencias del Eje comenzaron a planificar la "Operación C3" para la invasión de Malta. El Ejército Real tomó entonces medidas para equipar con medios aerotrasportables a sus divisiones paracaidistas. La Officine Meccaniche Volugrafo comenzó el desarrollo de una moto ligera lanzable en paracaídas a partir de la motoleggera Belmondo. El abandono de la operación implicó una desaceleración de la realización de la denominada Aermoto, que fue presentada ya en 1942 y entró en producción al año siguiente.
Esta motocicleta podía ser plegada dentro de un pequeño contenedor metálico, lo que le permitía ser lanzada en paracaídas. Su marco era tubular de doble cuna en acero y bajo su asiento se encontraba el tanque de combustible. Usaba un sistema de doble llanta en cada eje para dar más equilibrio a bajas velocidades y mayor tracción en las pendientes, siendo estas de 13 pulgadas. La caja de cambios contaba con dos velocidades y los frenos eran de tambor.  Igualmente se le adaptó un gancho que le permitía remolcar un pequeño carro de dos ruedas con pertrechos para el frente. La moto no contaba con ningún sistema de suspensión, cosa que la hacía bastante resistente al uso. Una vez lanzada y ya en tierra la moto podía estar lista para su uso en tan solo dos minutos.
El Ejército Real pidió un primer lote de 600 Aermoto destinadas a uno de los batallones paracaidistas de la 183 División Aerotransportada  "Ciclón", que se estableció en la zona de Tarquinia en el verano de 1943. La moto también equipó a la Escuela de Paracaidistas de Tarquinia, al Regimiento "San Marco" y, tras el Armisticio de Cassibile , a los Paracaidistas Nadadores (NP) de la X Flotilla MAS. La producción, después del bombardeo de la factoría Volugrafo de Turín, fue trasladada a Favria en Canavese, y continuó hasta 1944, alcanzando un total de cerca de 2.000 unidades. A partir de 1943 fueron los alemanes los que se abastecieron de estas motocicletas, que fueron asignadas, en particular, para ser lanzadas en paracaídas por unidades de la Luftwaffe que operaron en la costa del Adriático y en el área de Roma.

## Antecedente de la Vespa
Al terminar la Segunda Guerra Mundial, el empresario Enrico Piaggio propietario de la firma Piaggio, tuvo la visión de un medio de transporte cómodo, de fácil manejo y barato y recurrió al ingeniero aeronáutico Corradino D'Ascanio. Dicho diseño inspirado en las motocicletas plegables utilizadas por los paracaidistas italianos (Volugrafo Aermoto), ingleses (Welbike) y norteamericanos (Cushman 53) fue el principio de la famosa scooter Vespa.